# Bruno Vanden Broecke
Bruno Vanden Broecke (Sint-Niklaas, 24 september 1974) is een Vlaams acteur. In het theater heeft hij zijn sporen verdiend met de vertolking van (lange) monologen. Van televisie is hij bekend als Sammy Tanghe uit Het Eiland en van het prijswinnende Wat als?. Hij acteerde in films zoals Any Way the Wind Blows, Loft en Trio.

## Opleiding
Vanden Broecke liep school in zijn geboortestad in het Sint-Jozef-Klein-Seminarie. Na zijn humaniora ging hij klassieke filologie studeren, aangevuld met dramatische kunsten.

## Theater
Tussen 1999 en 2008 was hij verbonden met Compagnie De Koe. In 2000 was hij mede-oprichter van het theatercollectief SKaGeN en speelde er tot 2009. Sinds 2002 maakt hij deel uit van Koninklijke Vlaamse Schouwburg. Sinds 2007 boekt hij er veel succes met de monoloog Missie (in een regie van Raven Ruëll naar een tekst van David Van Reybrouck) over een witte pater die terugblikt op zijn belevenissen in Congo. Eind 2016 bracht hetzelfde team het even succesvolle Para over de Belgische interventie in Somalië. In 2018 kreeg Vanden Broecke voor zijn vertolking van deze monoloog de Louis d'Or-toneelprijs.
Een selectie van zijn theaterwerk:
- 2002: Leopold II (KVS)
- 2004: SHITZ (KVS)
- 2007: Missie (KVS) (opgevoerd tot 2017)
- 2008: Neveneffecten (gastrol)
- 2010: Philoktetes (KVS)
- 2011: Gij die mij niet ziet (KVS)
- 2015: Socrates (De Verwondering)
- 2016: Hechten (De Speelman)
- 2016: Para (KVS)
- 2019: Ouder Kind (KVS)

## Televisie
Vanden Broecke werd bekend door zijn rol als Sammy Tanghe in Het eiland van Jan Eelen. In deze serie demonstreerde hij onder andere zijn talent om zinnen tot acht woorden achteruit te zeggen, een spel dat hij vroeger met zijn jeugdvriend Yves Faems speelde. In Het eiland is Sammy het ultieme slachtoffer voor Frankies (Wim Opbrouck) pesterijen en grappen. Vanden Broecke was ook te zien in Vaneigens, dat enkele jaren de dagelijkse afsluiter van Man Bijt Hond was. In het seizoen 2007/2008 zat hij samen met Adriaan Van den Hoof en An Miller in de rubriek De Lustige Lezers. Hij was jurylid in De Slimste Mens ter Wereld van 2012 tot 2014.
Een selectie uit zijn werk voor televisie:
- 2000: Spike'
- 2004-2005: Het eiland, als Sammy Tanghe
- 2005: Love's lost and happiness, als Hugo (met Tine Embrechts)
- 2007: Katarakt, als Herman Donckers
- 2008: Matroesjka's, als Tony Grooven
- 2011: De Ronde, als Bart Porteman
- 2011: Code 37, als Yves Cuppens
- 2011-2016: Wat als?, diverse rollen
- 2013: Safety First, als Dirk Porrez
- 2016: Den elfde van den elfde, als Erik Van Lint
- 2019: Studio Tarara, als Marc, psycholoog
- 2020: Over water, als Didier Buelens
- 2020: De Bende van Jan de Lichte, als Benoît Van Gelderhode

## Films
Vanden Broecke speelde rollen in verschillende films, waarvan met name Loft en SM-rechter succesvol waren. Een selectie:
- 2003: Any Way the Wind Blows, als Bruno Vandenbroeck, osteopaat
- 2007: Firmin, als Bruno Van den Broecke, studiomeester sportshow
- 2008: Loft, als Luc Seynaeve
- 2009: Suske en Wiske: De Texas Rakkers, als Sheriff Cooper (stem)
- 2009: SM-rechter, als Officier van Justitie Blechtert
- 2011: Het varken van Madonna, als Andy
- 2015: Safety First: The Movie, als Dirk Porrez
- 2018: Billy, als Gerard de Groot
- 2019: Trio, als Wim

## Muziek
Vanden Broecke bracht twee muziekalbums uit, Halfweg (2012) en De Dansvader (2017), met zelfgeschreven, dikwijls zeer persoonlijke liederen. Hij speelt gitaar en keyboards en zingt. Tijdens zijn studiejaren was hij lid van de groep Meander (1990-98).